# César Navas
César González Navas (Móstoles, Madrid, 14 de febrero de 1980) es un exfutbolista español.
Jugaba de defensa central y su último equipo fue el FC Rubin Kazan de la Liga Premier de Rusia. Actualmente ejerce como jefe del departamento de scout del F.C.Rubin Kazan desde su retirada en el año 2019.

## Trayectoria
Se formó en las categorías inferiores del Real Madrid. Militó durante cuatro temporadas en el Real Madrid "C" (1998-99) primero y luego en el filial del equipo blanco (1999-2003) en las que disputó un total de 101 partidos en segunda B y donde coincidió, entre otros, con Iker Casillas.
Su buena actuación en el cuadro madridista le hizo recalar en las filas del Málaga Club de Fútbol; tras una campaña en el filial del conjunto andaluz en segunda división, promocionó al primer equipo malacitano con el que jugó 49 encuentros en primera y 14 en segunda.
En la temporada 2006-2007 fue cedido en el mercado invernal al Nástic de primera división, con el que disputó 19 partidos y anotó dos goles en la segunda vuelta del campeonato.
En agosto de 2007 fichó por dos temporadas con opción a una tercera por el Racing de Santander desde el Málaga y por una cantidad cercana a los 300.000€ aunque llegó lesionado con una fractura en el dedo de un pie por lo que fue baja el primer tercio de la temporada.
Marcó su primer gol con el Racing el 25 de enero de 2009 en el partido frente al Sevilla FC en el Sánchez Pizjuán.
El 25 de febrero de 2009, el Racing de Santander y el FC Rubin Kazan llegan a un principio de acuerdo para que César juegue en el equipo ruso.
En el Rubin ha conseguido cosechar los éxitos de ganar la Premier Liga Rusa en la temporada 2009/10, además de haber participado ese mismo año y el siguiente en la UEFA Champions League
La temporada siguiente se alza con la Supercopa Rusa al imponerse contra el CSKA de Moscú por la mínima con gol de Bujárov.
En el año 2012 conquista la Copa de Rusia ganando en la final al FC Dinamo Moscú por 0-1 gol de Roman Eremenko
El 14 de julio de 2012 logra ganar la final de la Supercopa Rusa en el estadio Metallurg de Samara por 0-2 con goles de Salvatore Bocchetti y Vladimir Dyadyun al FC Zenit San Petersburgo.
En julio de 2015 se formalizó su traspaso entre el FC Rubin Kazan y el FC Rostov.
En la temporada 2017/2018 volvió a la disciplina del FC Rubin Kazan para ser su capitán. 
En Febrero de 2019 anuncia su retirada como jugador de fútbol.
Desde su retirada en el año 2019, trabaja en la dirección del departamento de scout del FC Rubin Kazan. 
En agosto de 2022 obtuvo la Licencia de Entrenador UEFA PRO por la Federacion Española de fútbol.

## Clubes
| Club                            | País   | Temporada | Encuentros disputados | Goles |
| ------------------------------- | ------ | --------- | --------------------- | ----- |
| Real Madrid "C"                 | España | 1998-1999 | 23                    | 3     |
| Real Madrid "B"                 | España | 1999-2003 | 114                   | 6     |
| Málaga Club de Fútbol B         | España | 2003-2004 | 51                    | 1     |
| Málaga Club de Fútbol           | España | 2004-2005 | 21                    | 1     |
| Málaga Club de Fútbol           | España | 2005-2006 | 28                    | 2     |
| Málaga Club de Fútbol           | España | 2006-2007 | 14                    | 1     |
| Gimnàstic de Tarragona (Cedido) | España | 2006-2007 | 19                    | 2     |
| Racing de Santander             | España | 2007-2008 | 18                    | 0     |
| Racing de Santander             | España | 2008-2009 | 25                    | 1     |
| FC Rubin Kazan                  | Rusia  | 2009-2010 | 36                    | 0     |
| FC Rubin Kazan                  | Rusia  | 2010-2011 | 37                    | 1     |
| FC Rubin Kazan                  | Rusia  | 2011-2012 | 40                    | 1     |
| FC Rubin Kazan                  | Rusia  | 2012-2013 | 29                    | 0     |
| FC Rubin Kazan                  | Rusia  | 2013-2014 | 41                    | 2     |
| FC Rubin Kazan                  | Rusia  | 2014-2015 | 23                    | 0     |
| FC Rostov                       | Rusia  | 2015-2017 | 52                    | 1     |
| FC Rubin Kazan                  | Rusia  | 2017-2018 | 19                    | 0     |

- (Datos: Mis marcadores.com (consultado el 10 de agosto de 2018))

## Palmarés

### Copas nacionales
| Título                | Club           | País   | Año  |
| --------------------- | -------------- | ------ | ---- |
| Champions League      | Real Madrid CF | España | 2006 |
| Liga Premier de Rusia | FC Rubin Kazan | Rusia  | 2009 |
| Supercopa de Rusia    | FC Rubin Kazan | Rusia  | 2010 |
| Copa de Rusia         | FC Rubin Kazan | Rusia  | 2012 |
| Supercopa de Rusia    | FC Rubin Kazan | Rusia  | 2012 |